# Gripenbergsbanans lokomotiv och motorvagnar

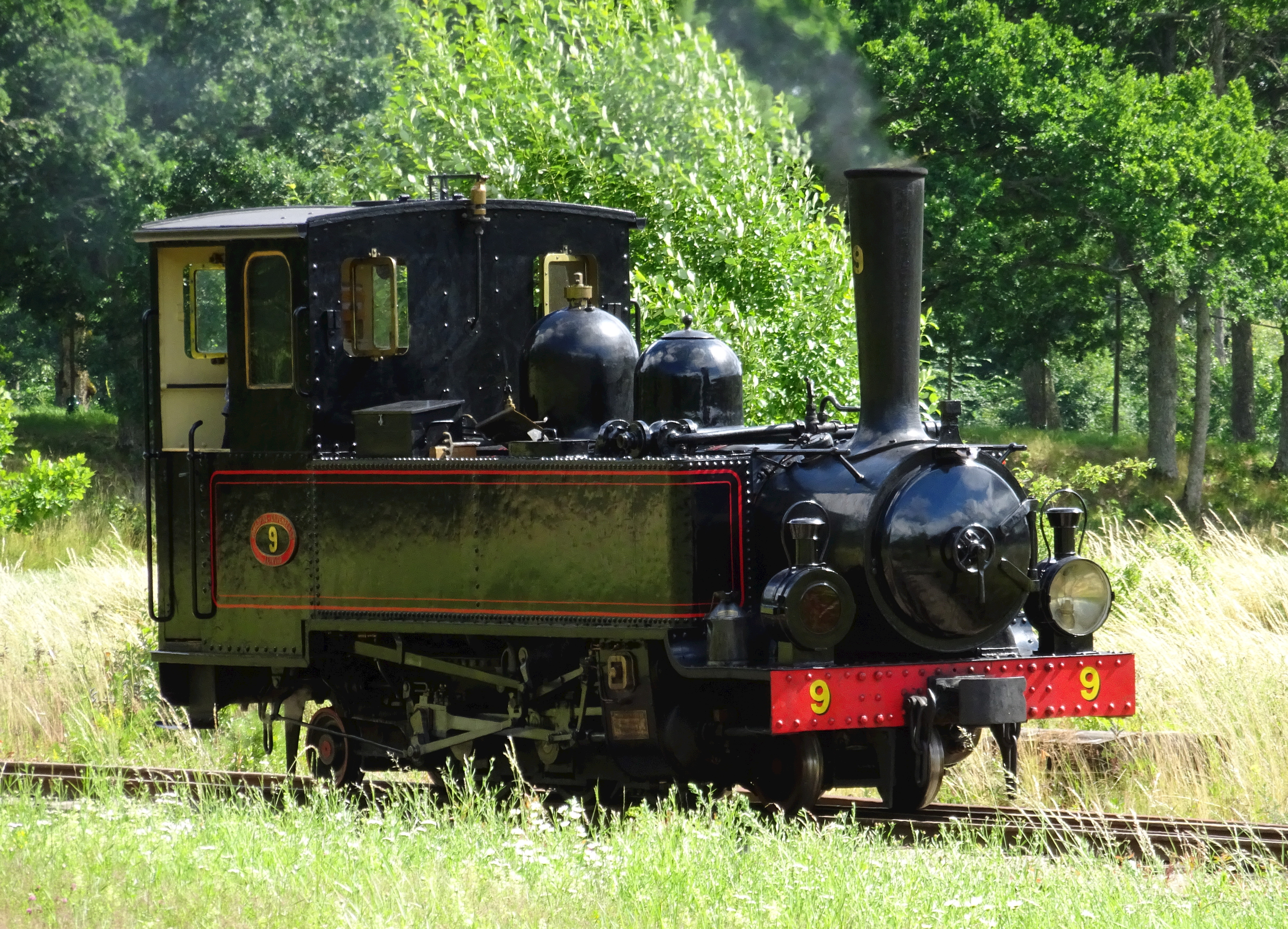
"Nian", tidigare Jönköping–Gripenbergs Järnvägs lok nr 9, i tjänst för Östra Södermanlands Järnväg i Taxinge-Näsby

Lista över lok och motorvagnar på Jönköping–Gripenbergs Järnväg förtecknar järnvägslinjen Jönköping-Gripenbergs Järnvägs ånglok och motorvagnar.
Jönköping–Gripenbergs Järnväg hade nio ånglok. Dess första tre lok var Malletlok och tillverkades på licens av J. & C. G. Bolinders Mekaniska Verkstads AB. Lok Nr 4 tillverkades av Decauville i Belgien med montage på Jönköpings Mekaniska Verkstad och resterande lok av Motala Verkstad, konstruerade av Victor Klemming.
Två av järnvägens personvagnar byggdes 1924–1926 om till bensindrivna motorvagnar. Motoriseringen av ramverken gjordes av Tidaholms bruk och övrig ombyggnad av järnvägens egna verkstad i Jönköping.
Endast ett fordon har bevarats, nämligen Lok Nr 9 från Motala Verkstad. Det har också restaurerats till trafikdugligt skick och körs i museitrafik av Östra Södermanlands Järnväg.
| Järnvägens nummer | Bild | Typ       | Axelföljd   | Tillverkare                                        | Tillverkningsår Tillverkningsnummer | Öde |
| ----------------- | ---- | --------- | ----------- | -------------------------------------------------- | ----------------------------------- | --- |
| 1                 |      | Malletlok | B'+B' t     | J. & C. G. Bolinders Mekaniska Verkstad, Stockholm | 1893 Nr 1                           | Utrangerat 1913 |
| 2                 |      | Malletlok | B'+B' t     | J. & C. G. Bolinders Mekaniska Verkstad, Stockholm | 1893 Nr 2                           | Utrangerat 1911 |
| 3                 |      | Malletlok | B'+B' t + 2 | J. & C. G. Bolinders Mekaniska Verkstad, Stockholm | 1893 Nr 3                           | Utrangerat 1915 |
| 4                 |      |           | C 1' t      | Decauville                                         | 1899 Nr 294                         | Typ 10, byggd i Tubize i Belgien och monterad av JMW i Jönköping; Utrangerat 1930                                    |
| 5                 |      |           | 1' C 1' t   | Motala Verkstad                                    | 1902 Nr 298                         | Utrangerat 1935 |
| 6                 |      |           | 1' C 1' t   | Motala verkstad                                    | 1902 Nr 299                         | Utrangerat 1935 |
| 7                 |      |           | 1' C 1' t   | Motala verkstad                                    | 1906 Nr 371                         | Utrangerat 1935 |
| 8                 |      |           | 1' C 1' t   | Motala verkstad                                    | 1911 Nr 470                         | Utrangerat 1935 |
| 9                 | NIAN |           | 1' C 1' t   | Motala verkstad                                    | 1915 Nr 568                         | 1935 till Aspa bruk som Nr 4; 1963 till Skärstads hembygdsmuseum, från 2006 utlånad till Östra Södermanlands Järnväg |

| Nummer | Namn           | Bild | Motor          | Tillverkare                            | Ombyggnadsår | Öde                                   |
| ------ | -------------- | ---- | -------------- | -------------------------------------- | ------------ | ------------------------------------- |
| 1      | Motorvagn nr 1 |      | Tidaholms bruk | Gripenbergsbanans verkstad i Jönköping | 1924         | Såld 1935 till Skånska Ättiksfabriken |
| 2      | Motorvagn nr 2 |      | Tidaholms bruk | Gripenbergsbanans verkstad i Jönköping | 1926         | Såld 1935 till Skånska Ättiksfabriken |